# Zalog pri Škocjanu
Zalog pri Škocjanu este o localitate din comuna Škocjan, Slovenia, cu o populație de 54 de locuitori.